# Nerómyli (Pella)
Nerómyli, en grec moderne : Νερόμυλοι, auparavant appelé Novoséltsi (Νοβοσέλτσι), jusqu'en 1926, est un village du district régional de Pella en Macédoine-Centrale, Grèce. En 2010, il est intégré au sein du dème d'Almopie.
Selon le recensement de 2011, la population du village s'élève à 78 habitants.